# Minh Sơn, Bản Khê
Minh Sơn hay Minh San (tiếng Trung: 明山区, Hán Việt: Minh Sơn khu) Là một quận của địa cấp thị Bản Khê, tỉnh Liêu Ninh, Cộng hòa Nhân dân Trung Hoa. Quận Minh Sơn có diện tích 410 km2, dân số năm 2002 là 300.000 người. Quận này được chia thành 7 nhai đạo biện sự xứ: Kim Sơn, Đông Hưng, Tân Minh, Cao Dục, Minh San, Ngưu Tâm, Bắc Địa và 2 trấn: Ngoạ Long, Cao Đài Tự.